# Championnats de France d'athlétisme 1952
Navigation
Championnats 1951 Championnats 1953
Les Championnats de France d'athlétisme 1952 ont eu lieu les 28 et 29 juin 1952 au Stade Yves-du-Manoir de Colombes. 

## Palmarès
| Discipline        | Hommes             | Hommes        | Femmes            | Femmes       |
| ----------------- | ------------------ | ------------- | ----------------- | ------------ |
| 60 m              | -                  | -             | Liliane Lazare    | 7 s 6        |
| 100 m             | René Bonino        | 11 s 6        | Alberte De Campou | 12 s 2       |
| 200 m             | Étienne Bally      | 21 s 8        | Marcelle René     | 25 s 6       |
| 400 m             | Yves Camus         | 47 s 8        | -                 | -            |
| 800 m             | René Djian         | 1 min 53 s 3  | Nicole Goullieux  | 2 min 22 s 3 |
| 1 500 m           | Patrick El Mabrouk | 3 min 49 s 4  | -                 | -            |
| 5 000 m           | Alain Mimoun       | 14 min 30 s 0 | -                 | -            |
| 10 000 m          | Alain Mimoun       | 30 min 54 s 8 | -                 | -            |
| 80 m haies        | -                  | -             | Yvette Monginou   | 11 s 6       |
| 110 m haies       | Ignace Heinrich    | 14 s 7        | -                 | -            |
| 400 m haies       | Robert Bart        | 53 s 6        | -                 | -            |
| 3 000 m steeple   | Pierre Prat        | 9 min 09 s 2  | -                 | -            |
| 10 000 m marche   | Louis Chevalier    | 47 min 43 s 0 | -                 | -            |
| Saut en longueur  | Paul Faucher       | 7,34 m        | Eliane Dudal      | 5,69 m       |
| Triple saut       | Malik M'Baye       | 14,80 m       | -                 | -            |
| Saut en hauteur   | Georges Damitio    | 1,96 m        | Simone Peirone    | 1,53 m       |
| Saut à la perche  | Ignace Heinrich    | 4,00 m        | -                 | -            |
| Lancer du poids   | Lucien Guillier    | 15,25 m       | Paulette Veste    | 13,09 m      |
| Lancer du disque  | Jean Maissant      | 46,66 m       | Paulette Veste    | 39,69 m      |
| Lancer du marteau | André Osterberger  | 52,84 m       | -                 | -            |
| Lancer du javelot | Georges Bresciani  | 55,77 m       | Evelyne Pinard    | 38,37 m      |